# Лойд, Александр
Александр Лойд (также Александр Ллойд; англ. Alexander Loyd; 19 августа 1805 года — 7 мая 1872 года) — американский политик, мэр Чикаго в 1840—1841 годах от Демократической партии.

## Биография
Александр Лойд родился в округе Ориндж, штат Нью-Йорк. Приехал в Чикаго в 1833 году и открыл свой магазин. В течение четырёх лет считался главным подрядчиком в строительстве в Чикаго.
В 1835 году был избран в Совет попечителей Чикаго. Затем был членом добровольной пожарной охраны, заняв пост главного инженера в 1838 году, прослужив на этом месте в течение года. В 1840 году был избран мэром Чикаго, победив Бенджамина Реймонда.
Ллойд был приведен к присяге 9 марта 1840 года.
Его пост мэра закончился 4 марта 1841 года, когда его сменил другой демократ Фрэнсис Корнуолл Шерман.
Затем он служил попечителем 2-го округа чикагских школ в 1842 году. Когда Г. В. Сноу, олдермен 2-го округа, ушел в отставку в 1850 году, Лойд был избран, чтобы закончить срок Сноу на один год.
Он умер в 1872 году от «ревматизма сердца» и был похоронен на кладбище «Роусхилл» в Чикаго.